# Ren Guixiang
Ren Guixiang (en chino en chino: 任桂香, nacida el 8 de julio de 1981) es una jugadora de tenis de mesa retirada china.

## Biografía
Ha ganado cinco medallas de oro y una de plata en tres Juegos Paralímpicos (2000, 2004 y 2008).
Es discapacitada debido a la polio.

## Vida personal
Ren está casada con su compañero de equipo nacional Zhang Yan. Tienen una hija juntos.